# 京都大学男子ラクロス部
京都大学体育会男子ラクロス部（きょうとだいがくたいいくかいだんしらくろすぶ）は、京都大学体育会に属する運動部の一つである。

## 概要
2018年現在において、京都大学体育会の中では最も新しい運動部である。しかし、近年ラクロスに対する知名度の向上と共に部員数は増加し、体育会運動部の中でも部員数は屈指の規模を誇る。京都大学の学部生、および大学院生により構成されている。
また、関西男子学生ラクロスリーグ一部に所属し、2003年から2012年の10年間で優勝六回、準優勝三回を果たしている。

## 沿革
1990年：創部。立命館大学との合同チームで関西学生ラクロスリーグ戦には第1回から参加。

1991年：独立してチームを結成。部員数も徐々に増え始める。

1994年：体育会運動部に準加盟

1997年：体育会運動部に正式加盟。関西学生ラクロスリーグ二部優勝。入れ替え戦で大阪産業大学に勝利し、一部リーグに再昇格する。

2003年：関西学生ラクロスリーグ1部準優勝。関西学生2位として全日本ラクロス選手権大会初出場。1回戦で社会人クラブチーム1位・DESAFIOに敗北。

2004年：2003年決勝で惜敗した関西学院大学を、延長戦の末6−5で撃破し、関西学生ラクロスリーグ戦1部 初優勝を果たす。全日本選手権準決勝で、社会人クラブチーム1位・VALENTIAに敗北。

2014年：学生ラクロス連盟の委員会活動への複数回の無断欠席により、日本学生ラクロス連盟正式認定競技団体から準認定競技団体への変更処分を受け、2年間の公式戦出場停止と3部リーグへの降格が確定。

2018年：5年ぶりに公式戦関西学生ラクロスリーグ1部に復帰するも苦戦。リーグ戦を3位でプレーオフFINAL4に進出するとリーグ戦で大敗を喫した立命館に勝利するなど6年ぶりの関西優勝を果たした。

## 戦績
- 関西学生リーグ戦一部 優勝7回 (2004,2006,2008,2010-2012,2018) 準優勝3回(2003,2007,2009)
- 関西学生プライドトーナメント 優勝2回（2007-2008）
- 関西トップリーグトーナメント 準優勝 1回(2018)
- 全日本選手権大会 出場9回(2003-2004,2006-2008,2010-2012,2018) ベスト4 7回
- 全日本大学選手権大会 出場4回(2010-2012,2018) 準優勝4回

### 2010年関西学生リーグ戦成績
一部リーグ
- 第一戦 vs 関西学院大学 6-2 ○
- 第二戦 vs 京都産業大学 12-4 ○
- 第三戦 vs 龍谷大学 4-5 ●
- 第四戦 vs 佛教大学 13-2 ○
- 第五戦 vs 同志社大学 5-7 ●
- 第六戦 vs 大阪大学 11-3 ○
- 第七戦 vs 立命館大学 8-3 ○
- ファイナル3決勝 vs 京都産業大学 13-8 ○

最終成績 6勝2敗 1位 